# 結合解離エネルギー
結合解離エネルギー（けつごうかいり－）は化学結合における結合強度の目安の1つであり、D0 で表される。ある結合が 0 K （絶対零度）においてホモリシスによって開裂する場合の標準エンタルピー変化で定義される。例えば、エタン (C2H6) 中の1つの C−H 結合の結合解離エネルギーは以下の過程から求められる。
CH3CH2−H → CH3CH2・+ H・
D0 = ΔH = 101.1 kcal/mol
結合解離エンタルピーまたは結合エンタルピーと呼ばれることもあるが、これらの語は標準状態における反応エンタルピーを示すものであるから適切ではなく、D0 と 3 kcal/mol 以上異なる場合もある。
結合解離エネルギーは一般的に、ある分子中の全ての結合の解離エネルギーの合計から求められる結合エネルギーとは別なものである。例えば、水分子 (H2O) の1つ目の O−H 結合の結合解離エネルギーは 493.4 kJ/mol であるが、もう1つの O−H 結合を解裂させるのに必要なエネルギーは 424.4 kJ/mol である。すなわち、水分子中の O−H 結合の結合エネルギーはそれらの平均、458.9 kJ/mol となる。
ある結合が解裂した後に、より生成エンタルピーの低い新たな結合が生成した場合、全体としてエネルギーが失われるため反応は発熱的過程である。
ホモリシスではなくヘテロリシスで結合が切れる場合は異方性結合解離エネルギーが用いられる。